# Municipio de Calpulalpan
El municipio de Calpulalpan (del náhuatl: Calpol-lálpan ‘«en las casas o en las casonas»’) es un municipio del estado mexicano de Tlaxcala. Cuenta con 44 807 habitantes y su cabecera es la ciudad de Calpulalpan.
Limita al norte con el Estado de Hidalgo, al sur con Nanacamilpa, al oriente con Lázaro Cárdenas, y al poniente colinda con el Estado de México. Pertenece al distrito electoral federal 3 de Tlaxcala.

## Ubicación
Está situada a 2580 metros sobre el nivel del mar, en las estribaciones de la Sierra Nevada y a orillas del arroyo Calpulalpan. Sus coordenadas geográficas son: 19°35′ de latitud norte y 98°34′ de longitud oeste.
El municipio se encuentra al poniente de Tlaxcala. Colinda al norte con el estado de Hidalgo, específicamente con los municipios de Emiliano Zapata y Apan; al sur con el municipio de Nanacamilpa de Mariano Arista  y el estado de Puebla, específicamente el municipio de Tlahuapan, al este con el municipio de Sanctorum de Lázaro Cárdenas y al oeste con el Estado de México, específicamente con los municipios de Otumba, Tepetlaoxtoc  y Texcoco; siendo el único municipio del Estado de Tlaxcala que colinda con tres estados de la república mexicana.

## División política
Según el Instituto Nacional de Estadística y Geografía (INEGI), en el territorio del municipio hay un total de 264 localidades. La mayoría de estas localidades son asentamientos y colonias irregulares, aunque el INEGI las considera como centros de población independientes. Teniendo en cuenta lo anterior, la población de las principales localidades, para el año 2010 era la siguiente:
| Localidad                     | Población |
| Total Municipio               | 44 807    |
| Heroica Ciudad de Calpulalpan | 33 263    |
| Santiago Cuaula               | 2 614     |
| Mazapa                        | 1 972     |
| San Marcos Guaquilpan         | 1 788     |
| San Felipe Sultepec           | 1 117     |
| La Soledad                    | 1 107     |

## Orografía
El relieve de Calpulalpan, al igual que el del estado en su conjunto, presenta tres formas características:
- Zonas planas: Abarcan el 75% del total del territorio municipal.
- Zonas accidentadas: Ocupan el 15% de las tierras, en las que se localizan elevaciones como el monte Mal País, cañada Coecillos, puente Columpio, San Ignacio, el Jaral y puente Comique.
- Zonas semiplanas: Comprenden el 10% restante de la superficie y se localizan en el lomerío de las barrancas.

## Demografía
De acuerdo al último censo, realizado por el INEGI en 2010, la población del municipio es de 44 807 habitantes, lo que le da una densidad de población aproximada de 176 habitantes por kilómetro cuatrado.

## Economía

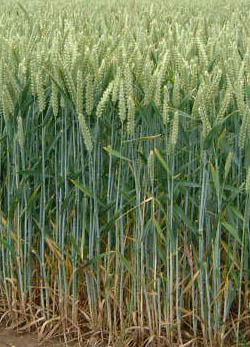
Se cultiva trigo en el municipio.

Las principales actividades económicas del municipio son la agricultura, ganadería, comercio, silvicultura, industria, y turismo.
Sus habitantes cultivan cebada, trigo, chicharo, maíz y habas. Se cría ganado bovino, porcino, ovino y caprino, además de colmenas y aves. En silvicultura, se explota el pino y el oyamel. La pesca se realiza en pequeña escala y se captura la carpa. Cuenta con industrias manufactureras, de transformación y de la construcción. También producen pulque de gran calidad y licor de maguey.

## Turismo
El municipio cuenta con diversos aspectos de interés turístico; entre ellos:
- Parroquia de San Antonio de Padua.
- Convento de San Simón.
- Convento de San Francisco; data del siglo XVI.
- La capilla de la Tercera Orden.
- Las ruinas arqueológicas de época clásica: los cerritos, tecoaque y la herradura.
- La barranca del Diablo.
- Feria de Calpulalpan: Esta festividad se celebra anualmente durante quince días, siendo el día principal el 13 de junio. Esta festividad, también conocida como la feria del pulque y la barbacoa, se celebra religiosamente en honor a San Antonio de Padua; existe una gran variedad de grupos étnicos de los municipios vecinos e incluso de los Estados de Hidalgo y de México que cada año peregrinan hasta la Parroquia de San Antonio de Padua y dan gracias por los milagros concedidos.
- La ExHacienda de San Bartolomé del Monte.